# Chilwasjön
Chilwasjön är den tredje största sjön i Malawi efter Malawisjön och Malombesjön. Sjön, som är omkring fyra gånger sex mil stor, försörjer omkring 60 000 fiskare i regionen. Den förste europén som beskrev sjön var David Livingstone.
Den 1 februari 2011 sattes Chilwasjöns våtmarksområde upp på Malawis tentativa världsarvslista.